# Cliona tuberculosus
Cliona tuberculosus är en svampdjursart som beskrevs av Schmidt 1870. Cliona tuberculosus ingår i släktet Cliona och familjen borrsvampar. Inga underarter finns listade i Catalogue of Life.